# Gerard Maurycy Witowski
Gerard Maurycy Witowski, ps. i krypt.: G. W.; Pustelnik z Krakowskiego Przedmieścia; Pustelnik z Krak. Przedm.; P... z K... P...; W***; W****; X (ur. 1787, zm. 8 października 1837 w Warszawie) – polski publicysta, poeta, dramatopisarz i ekonomista.

## Życiorys
W roku 1810 studiował ekonomię w Paryżu, będąc wówczas pod opieką Piotra Maleszewskiego (1767–1828). Mieszkając w Warszawie, był urzędnikiem w Komisji Wyznań Religijnych i Oświecenia Publicznego. Nieco później piastował funkcję asesora w Komitecie Starozakonnym. Zmarł w Warszawie, w wieku 50 lat, a pochowany został na Cmentarzu Powązkowskim.

## Twórczość
Autor artykułów o obyczajach warszawskich drukowanych w „Gazecie Warszawskiej” (której redaktorem był w latach 1816–1821) pod pseudonimem Pustelnik z Krakowskiego Przedmieścia. Od roku 1818 współpracował z „Pamiętnikiem Warszawskim”. Wydał Pustelnik z Krakowskiego Przedmieścia, czyli charaktery ludzi i obyczajów (część: t. 1–2. 1818, całość: t. 1–4. 1828–1829). Ponadto pisał i przerabiał teksty na utwory dramatyczne, na potrzeby teatrów warszawskich.

### Ważniejsze utwory
1. Szkoła kobiet. Komedia w 5 aktach, powst. 1816, fragm.: „Pamiętnik Warszawski” t. 12 (1818), s. 424–430; „Pamiętnik Naukowy” 1819 t. 2, s. 46–61; całość Warszawa 1819 (według Molière: L’École des femmes)
2. Dwaj zięciowie. Komedia w 5 aktach, wyst. Warszawa 3 listopada 1817, wyd. Warszawa 1818 (według Ch. G. Étienne: Les Deux gendres)
3. Kinal. Poema żartobliwe, „Pamiętnik Warszawski” t. 11 (1818), s. 417–425; także pt. Tryumf Rajmunda druk. uprzednio bez wiedzy autora i z nieścisłościami tekstu, pod krypt. E. B., „Tygodnik Polski i Zagraniczny” 1818 nr 17
4. Pustelnik z Krakowskiego Przedmieścia, czyli charaktery ludzi i obyczajów, „Gazeta Warszawska” (5 marca 1816–28 maja 1821), fragmenty przedr. „Rozmaitości” (Lwów) 1819 nr 89, 106, 119, 146; 1821 nr 10–11, 30–31, 39; wyd. osobne cz. 1: t. 1–2, Warszawa 1818; całość: t. 1–4, Warszawa 1828–1829 (naśladowanie felietonów francuskich: L’Ermite de Chaussée d’Antin, par Jaïs; z Pustelnikiem.. polemizowali J. Brykczyński i B. Kiciński w „Tygodniku Polskim i Zagranicznym”), przekł. i adaptacja rosyjska (1819–1820)
5. Ekonomia polityczna, „Gazeta Warszawska” 1819 (według Bogactwa narodów A. Smitha), przekł. rosyjski (1819–1821)
6. Recenzja Podróży do Ciemnogrodu przez autora Świstka Krytycznego, „Pamiętnik Warszawski” t. 18 (1820), s. 497–520 (poprzedzona listem: Do Według redaktora „Pamiętnika Warszawskiego”, dat. 12 października 1820, s. 349–351), wyd. następne: dodatek do „Gazety Warszawskiej” i „Gazety Korespondenta Warszawskiego i Zagranicznego” 1820 nr 149, 165; 1821 nr 11 i osobno pt. Recenzja, Stanisława hr. Potockiego Podróż do Ciemnogrodu (Warszawa 1821)
7. Kobiety wysoko uczone. Komedia w 5 aktach, fragm. „Pamiętnik Warszawski” t. 19 (1821), s. 109–118 (według Molière: Les Femmes savantes)
8. Świętoszek. Komedia w 5 aktach, powst. 1827, niewydana (inform. kartoteki L. Simona; według Molière: Tartuffe ou l’imposteur)
9. Opisanie obchodu żałobnego po wiekopomnej pamięci najjaśniejszym Aleksandrze I, Warszawa 1823
10. Życie Joanny d’Arc zwanej Dziewicą Orleańską. Z rękopismów Pustelnika z Krakowskiego Przedmieścia, Warszawa 1829
11. Waliza. Komedia w 1 akcie, wyst. Warszawa 13 listopada 1833, niewydana (inform. jak wyżej poz. 8).

Witowski utwory swe zamieszczał także w czasopismach: „Gazeta Warszawska” (1816–1821; w dodatku do 1819 nr 20 rec. teatralna z krypt. X), „Gazeta Korespondenta Warszawskiego”, „Kurier Polski” (1830), „Pamiętnik Naukowy” (1819), „Pamiętnik Warszawski” (1818–1821), „Rozmaitości” (Lwów: 1819, 1821), „Tygodnik Polski i Zagraniczny” (1818).

### Listy
1. Do J. Buczyńskiego, sekretarza stanu Królestwa Polskiego, 30 stycznia 1815, rękopis: Ossolineum sygn. 5739/II, s. 247–250.

## Wybrane opracowania nt. twórczości Witowskiego
1. Recenzje teatralne Towarzystwa Iksów, 1815–1819: oprac. J. Lipiński, Wrocław 1956 „Materiały do Dziejów Teatru w Polsce” nr 4
2. W. Bogusławski: Dzieła dramatyczne t. 7, Warszawa 1823, s. 238
3. Wiadomości krajowe: „Gazeta Warszawska” 1837 nr 273 (notka o śmierci)
4. F.S. Dmochowski: Wspomnienia od 1806 do 1830 r., Warszawa 1858; wyd. następne oprac. Z. Libera (Warszawa) 1959 „Biblioteka Pamiętnikarzy Polskich i Obcych
5. J. Krasiński: W pierwszych latach Królestwa Kongresowego. Ze wspomnień... (powst. przed rokiem 1845), „Biblioteka Warszawska” 1913 t. 2, s. 49–50
6. F.M. Sobieszczański: Encyklopedia powszechna Orgelbranda, t. 27 (1867)
7. J. Krasiński: Pamiętniki od r. 1790 do 1831, skrócone przez Reuttowicza, Poznań 1877, s. 158–159
8. P. Chmielowski: „Pamiętnik Literacki” rocznik 1 (1902), s. 275
9. B. Gubrynowicz: Kazimierz Brodziński. Życie i dzieła cz. 1 (1791–1821), Lwów 1917, s. 223 i następne
10. A. Grodek: Piotr Maleszewski (1767–1828) i jego nauka społeczna, Warszawa 1936; wyd. następne w: Studia z historii myśli ekonomicznej, Warszawa 1963.